# Clomifène
Le citrate de clomifène, ou clomifène (principe actif), est un analogue structurel des œstrogènes, et inhibe leur action en se fixant préférentiellement sur le récepteur du neurone hypothalamique normalement destiné à la réception des hormones œstrogènes : le clomifène est un inhibiteur compétitif des œstrogènes au niveau des récepteurs hypothalamiques. Le clomifène peut être utilisé soit seul, soit en combinaison avec la metformine pour induire une ovulation chez les femmes infertiles par insuffisance folliculaire, correspondant à un défaut de production d'œstradiol par le cortex ovarien. 
En inhibant le rétrocontrôle négatif des œstrogènes sur l'hypothalamus, il va stimuler la production de GnRH (gonadolibérine), augmentant elle-même la production de FSH au niveau de l'hypophyse. La production de FSH va avoir comme conséquence, au niveau de l'ovaire, l'augmentation de la sécrétion d'hormones sexuelles, qui elle-même permettra le déroulement correct de la folliculogenèse. Or cette commande agit aussi au niveau du follicule ovarien contenu dans l'ovaire, qu'elle va stimuler.

On traite ainsi une forme d'infertilité chez la femme (insuffisance folliculaire) : les follicules stimulés vont grandir jusqu'à ce qu'un seul d'entre eux, le follicule de De Graaf, expulse l'ovocyte dans la trompe de Fallope.
Il fait partie de la liste des médicaments essentiels de l'Organisation mondiale de la santé (liste mise à jour en avril 2013).